# Universitatea din Helsinki

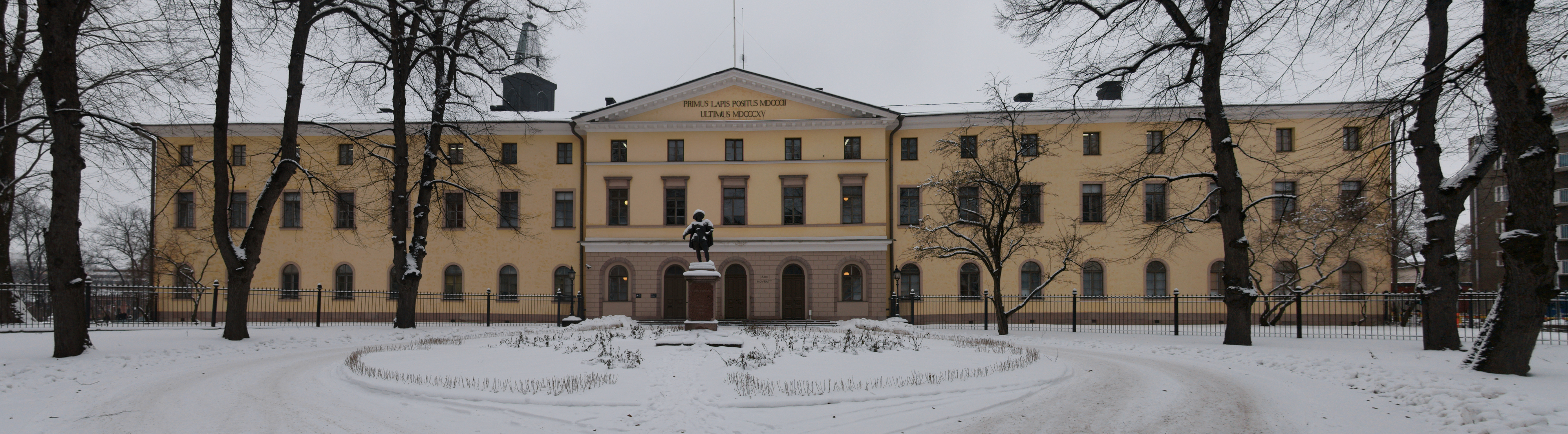
Clădirea Academiei Regale din Åbo, astăzi Curtea de Apel din Turku

Universitatea din Helsinki (în finlandeză Helsingin yliopisto, în suedeză Helsingfors universitet) este o universitate publică de cercetare situată în Helsinki, Finlanda, începând din anul 1929; dar ea a fost fondată în 1640 în Turku (în suedeză Åbo), pe atunci parte din Imperiul Suedez, sub numele de Academia Regală din Åbo. Este cea mai veche și mai mare universitate din Finlanda, cu cele mai multe discipline predate. În 1920, aproximativ 31.000 de studenți (dintre care 64% femei) erau înscriși la programele de studiu, în 11 facultăți și 11 institute de cercetare. Este distribuită în patru unități: Centru {științe sociale), Meilahti (medicină), Kumpula și Viikki (științele naturii).
Începând din 1 august 2005 universitatea a aderat la procesul european Bologna și oferă studii de licență, masterat și doctorat. Admiterea se face prin examen de admitere (la studiile de licență) sau pe baza rezultatelor de la studiile precedente (la programele de masterat și doctorat). Examenul este foarte selectiv: circa 15% dintre candidați sunt admiși. Clasificările ARWU, OS și THEA din anul 2016 au plasat-o printre primele 100 de universități din lume.
Universitatea este prin lege bilingvă, cu predarea în finlandeză și suedeză; întrucât suedeza, deși limbă oficială, este minoritară, finlandeza este limba dominantă. La studiile de licență, masterat și doctorat este folosită mai ales limba engleză, ea fiind astfel de facto a treia limbă de predare.

## Galerie de imagini

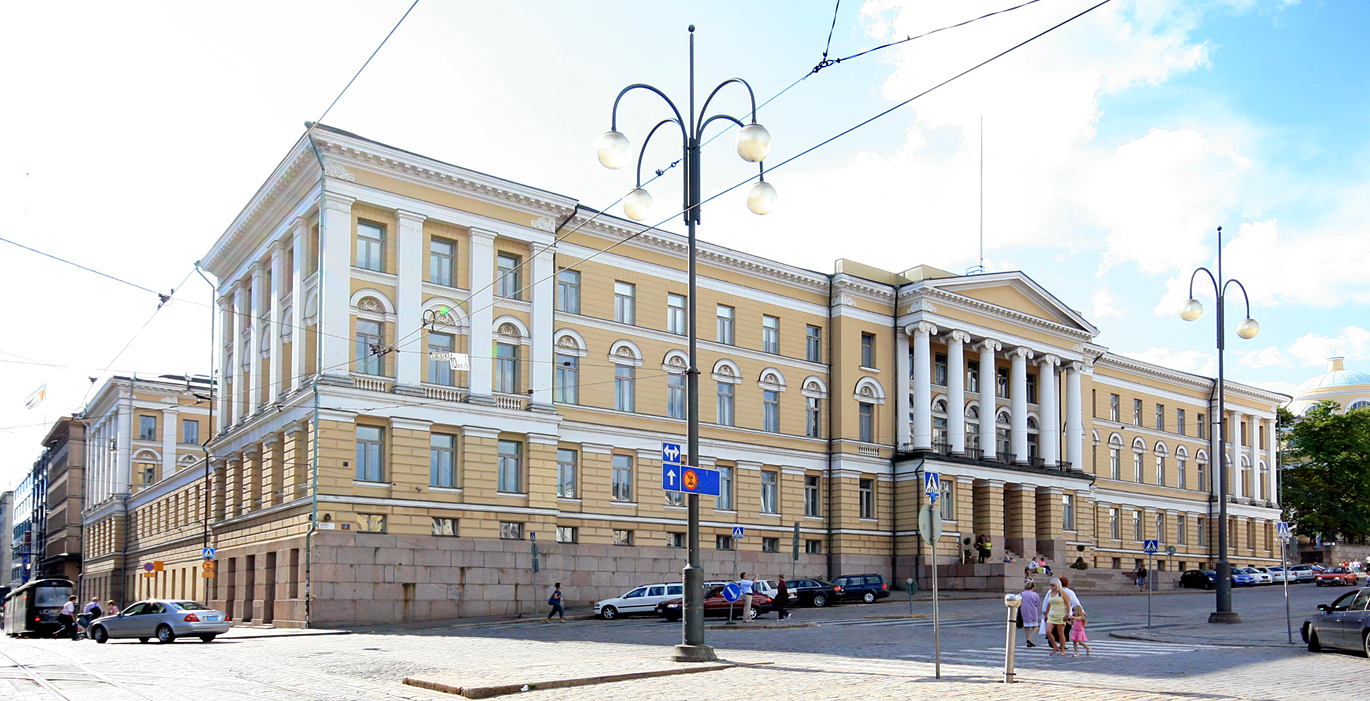
Clădirea principală a Universității
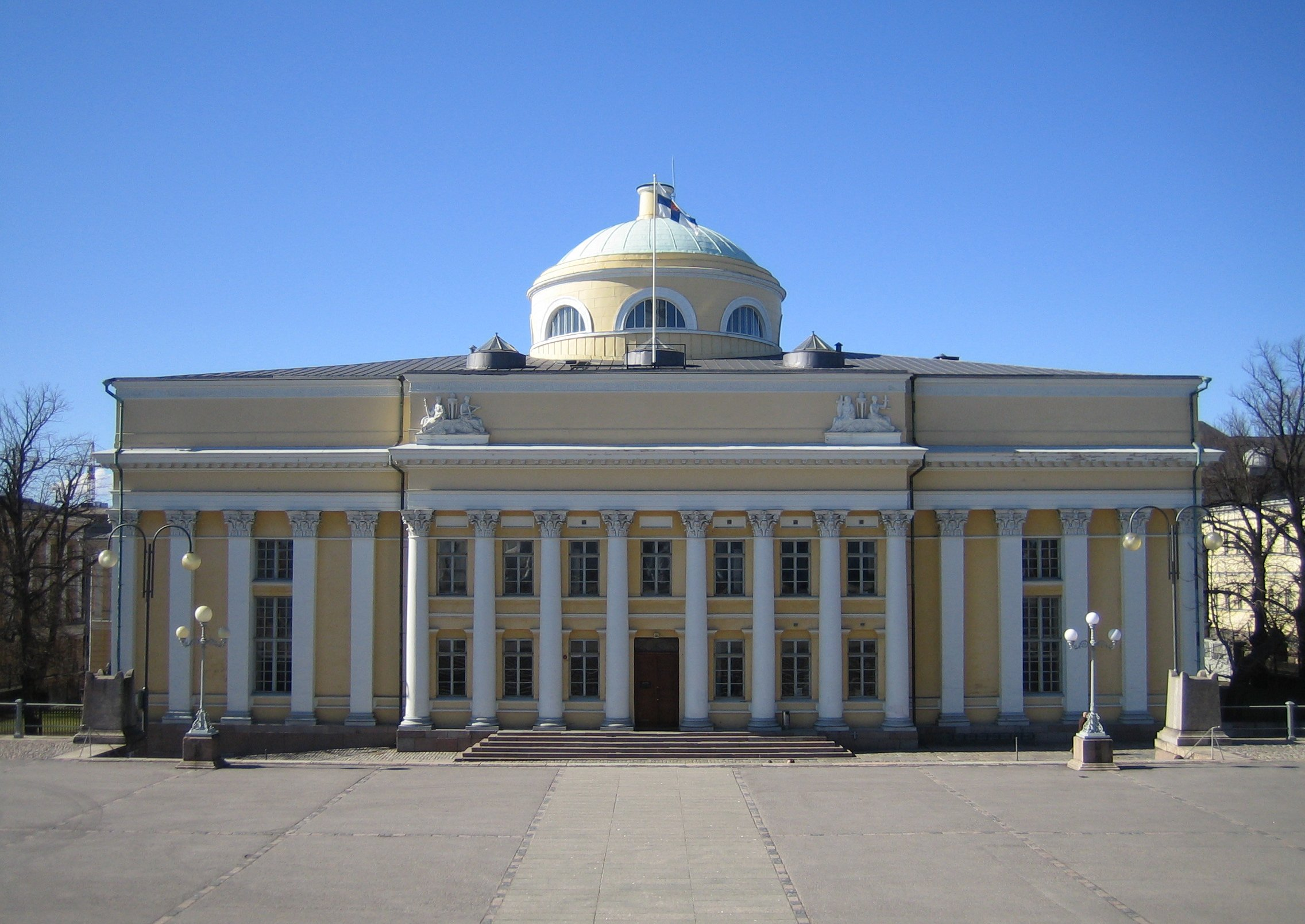
Biblioteca Națională a Finlandei
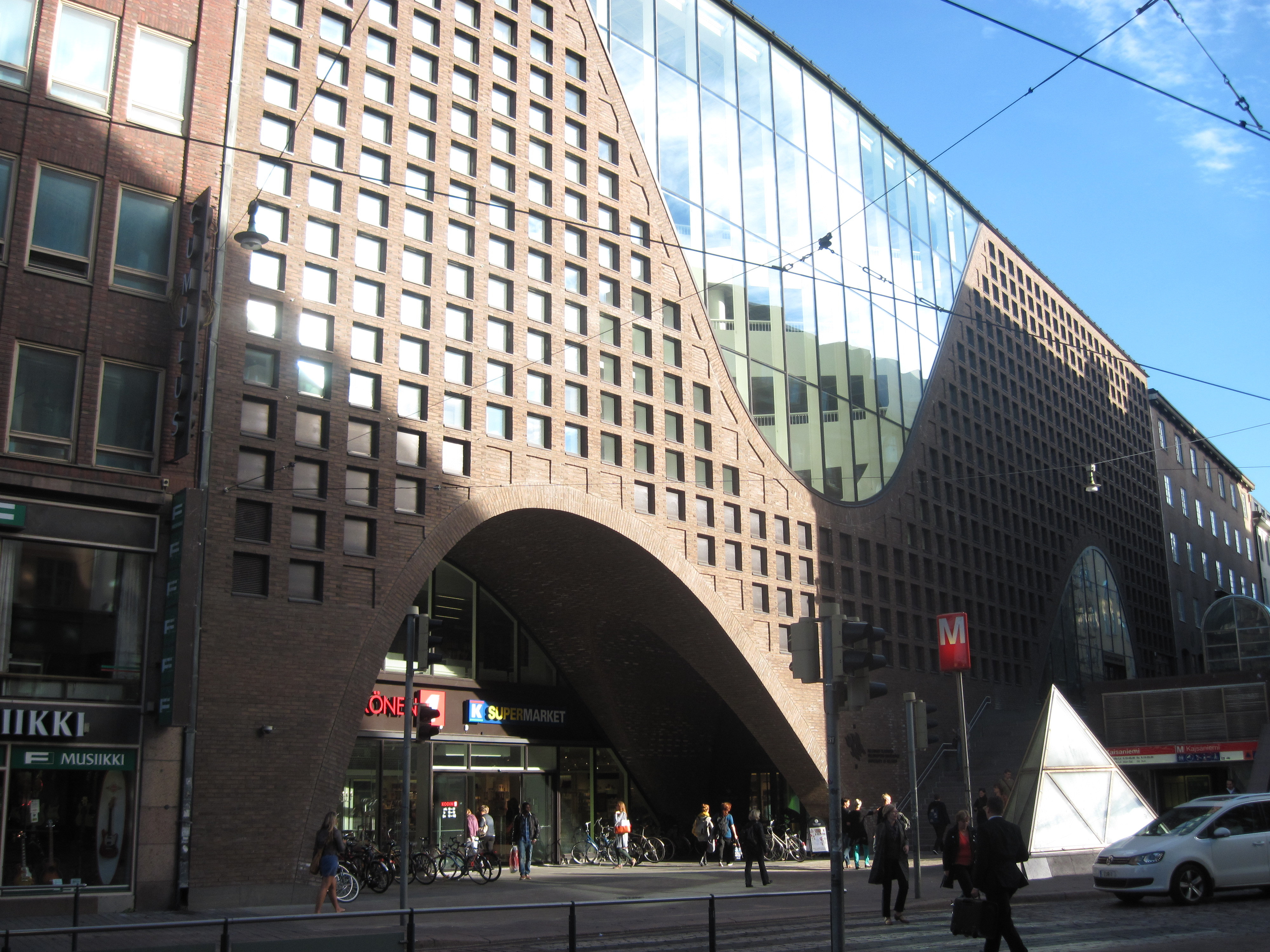
Clădirea nouă a bibliotecii
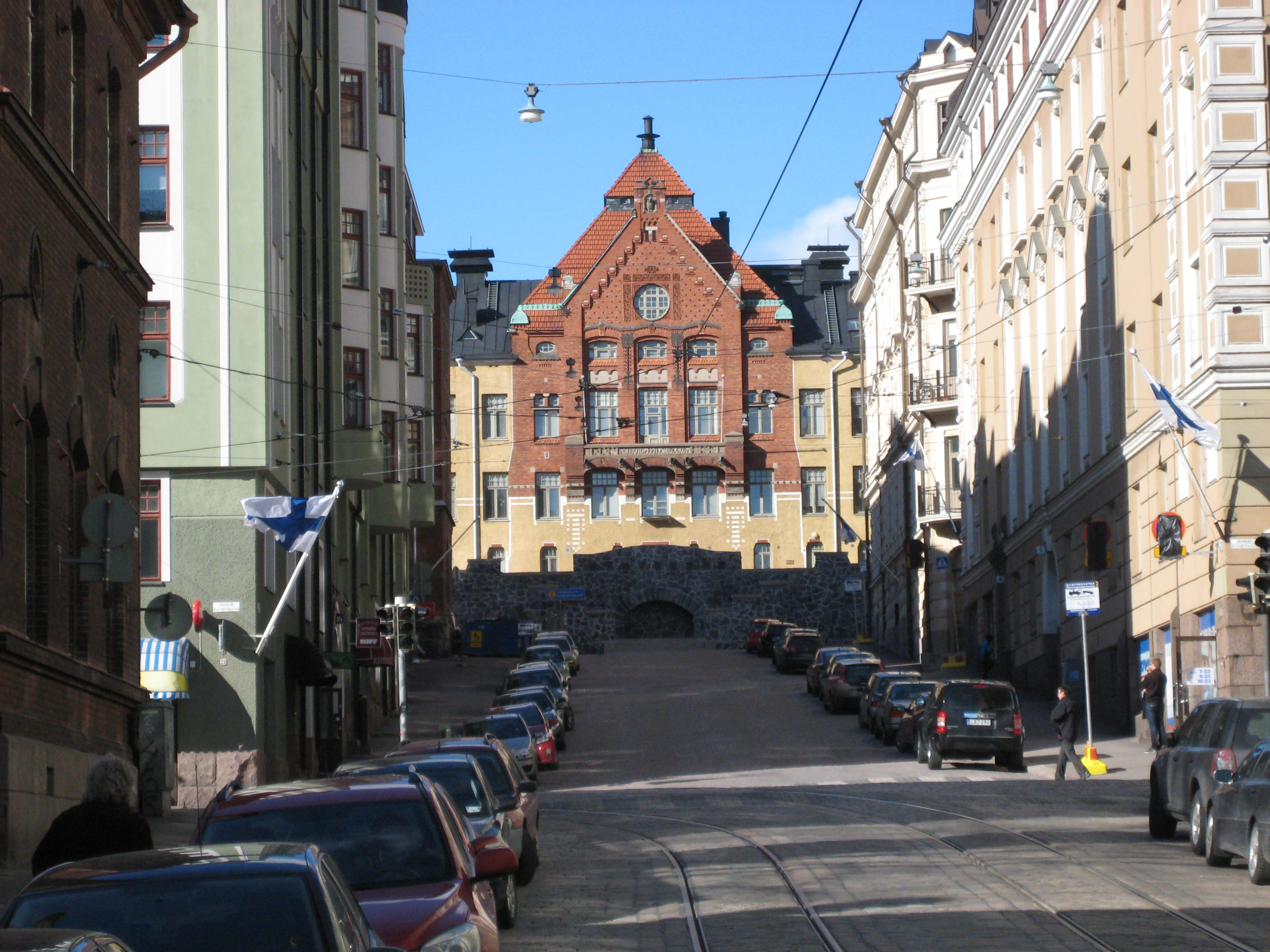
Institutul de Studii Comportamentale
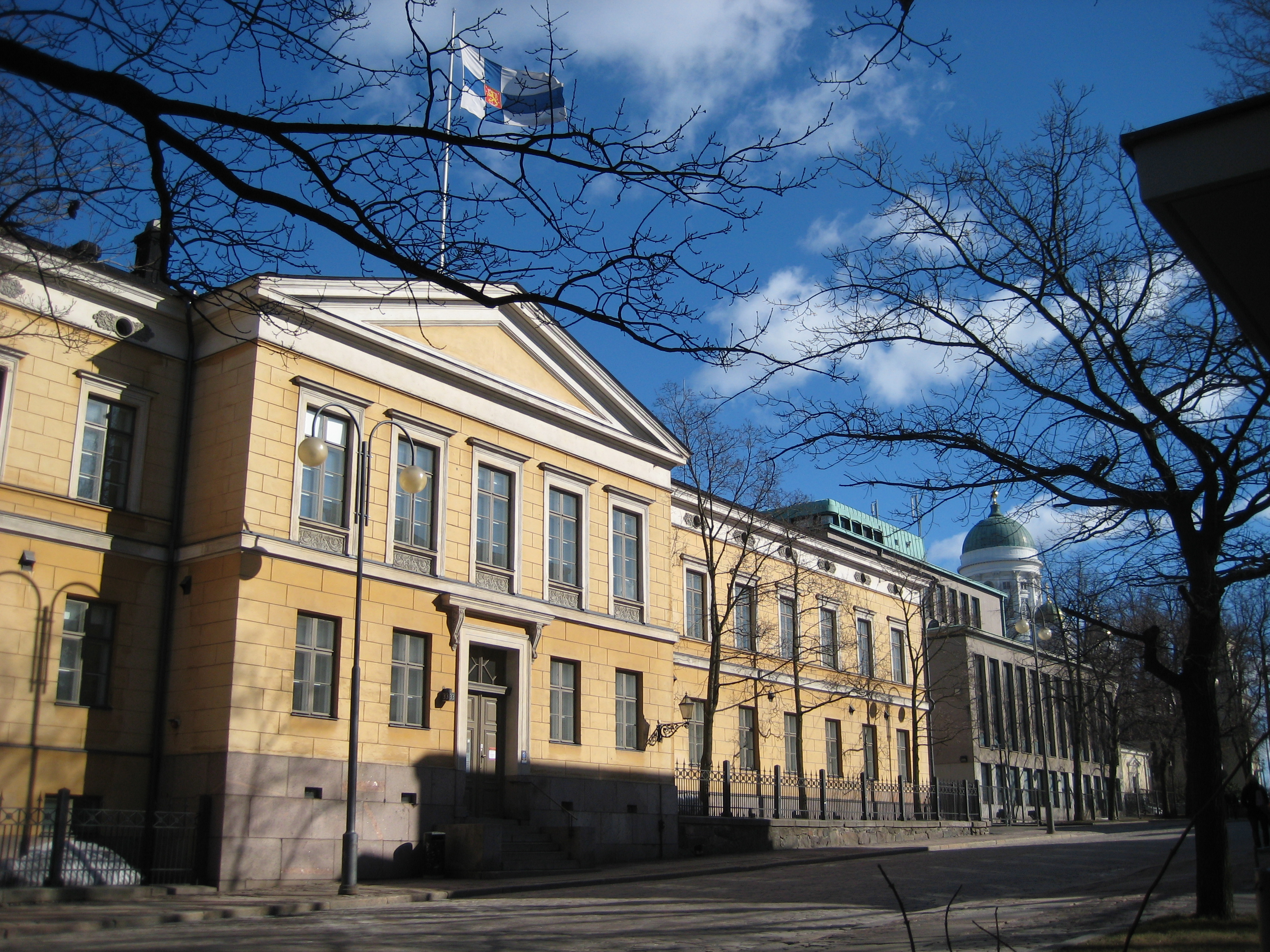
Colegiul de Studii Avansate
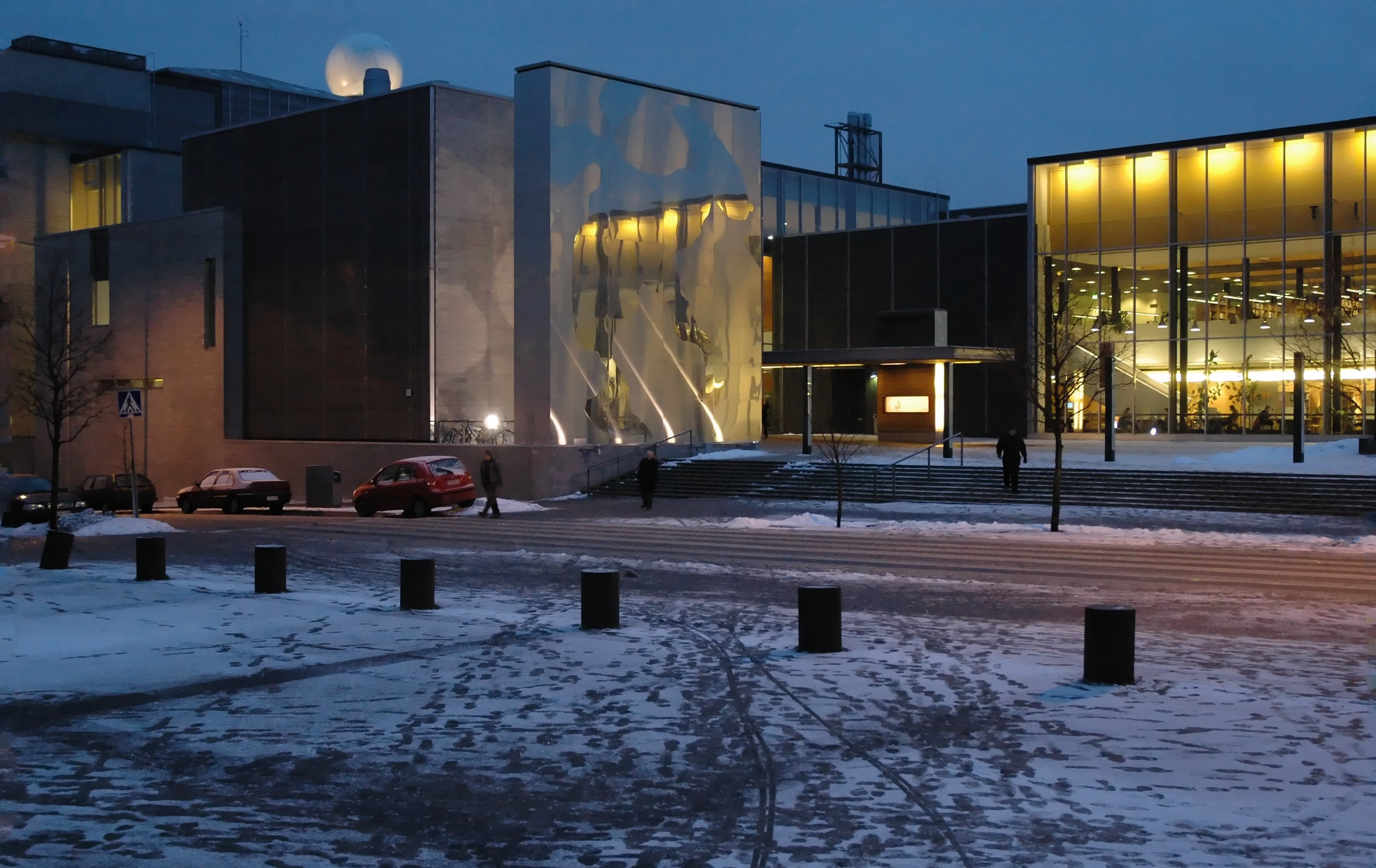
Clădirea Physicum (Campus Kumpula)